# Renée Levi

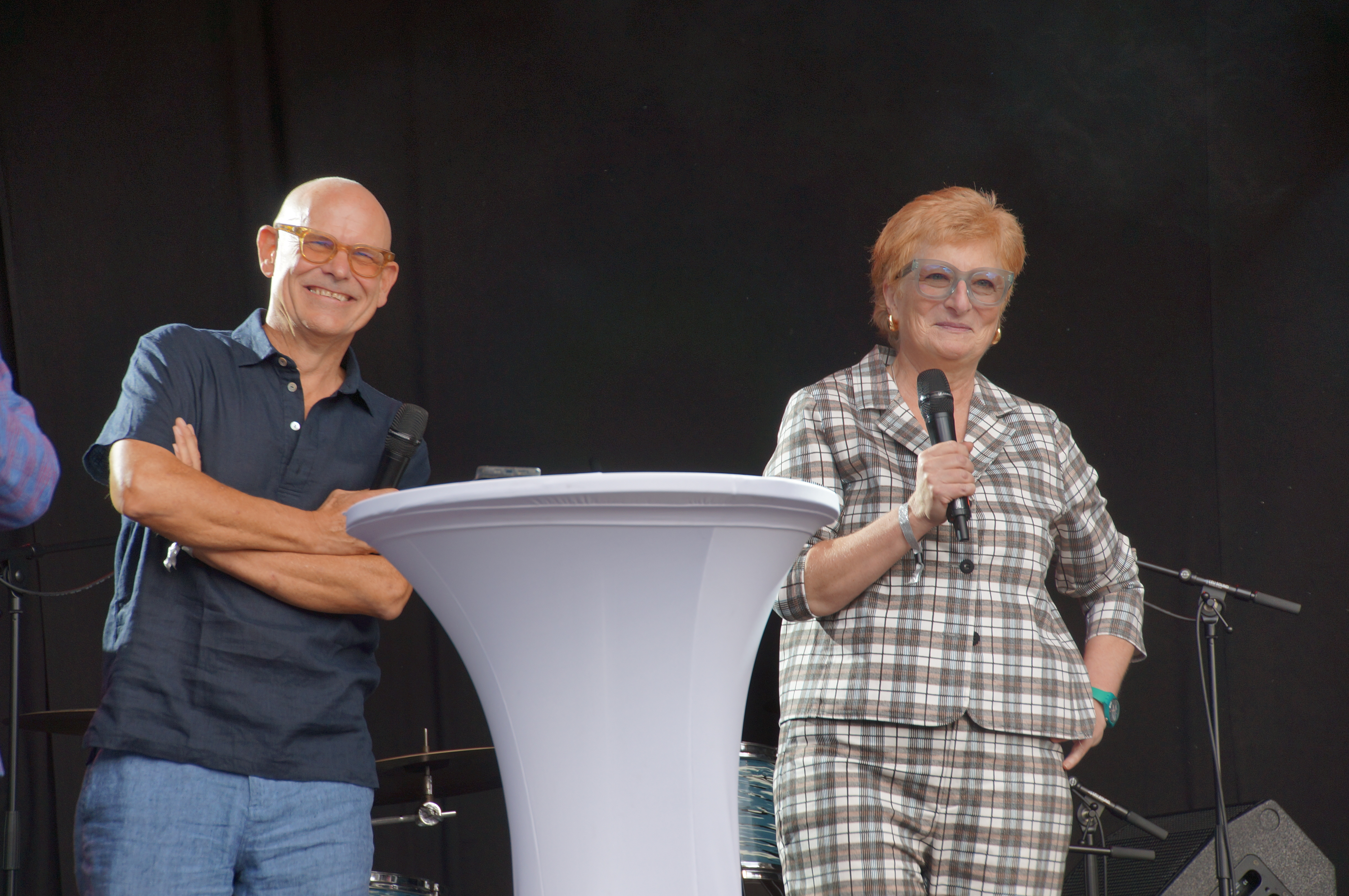
Renée Levi (rechts) und ihr Partner Marcel Schmid (2023)

Renée Levi (* 6. Mai 1960 in Istanbul, Türkei) ist eine Schweizer Künstlerin. Ihre Arbeitsgebiete umfassen Malerei und Installation.

## Werdegang
Renée Levi immigrierte mit ihrer Familie 1964 nach Bremgarten (Kanton Aargau). Zwischen den Jahren 1980 und 1983 studierte sie Architektur in Basel und arbeitete danach von 1984 bis 1986 bei Herzog & de Meuron in Basel. Zwischen 1987 und 1991 studierte sie Bildende Kunst an der Zürcher Hochschule der Künste. Nach mehreren Atelierstipendien in Paris und Berlin zwischen den Jahren 1991 und 1997, war sie von 1999 bis 2000 Gastprofessorin an der Staatlichen Akademie der Bildenden Künste Karlsruhe. Von 2001 bis 2022 war sie Professorin für Bildende Kunst und Malerei an der Hochschule für Gestaltung und Kunst, Fachhochschule Nordwestschweiz, Basel.
Ausstellungen und In Situ Projekte entwickelt Renée Levi seit 1985 mit ihrem Partner Marcel Schmid. Seit 1999 besteht in Basel ihr gemeinsames Studio.

## Institutionelle Einzelausstellungen (Auswahl)

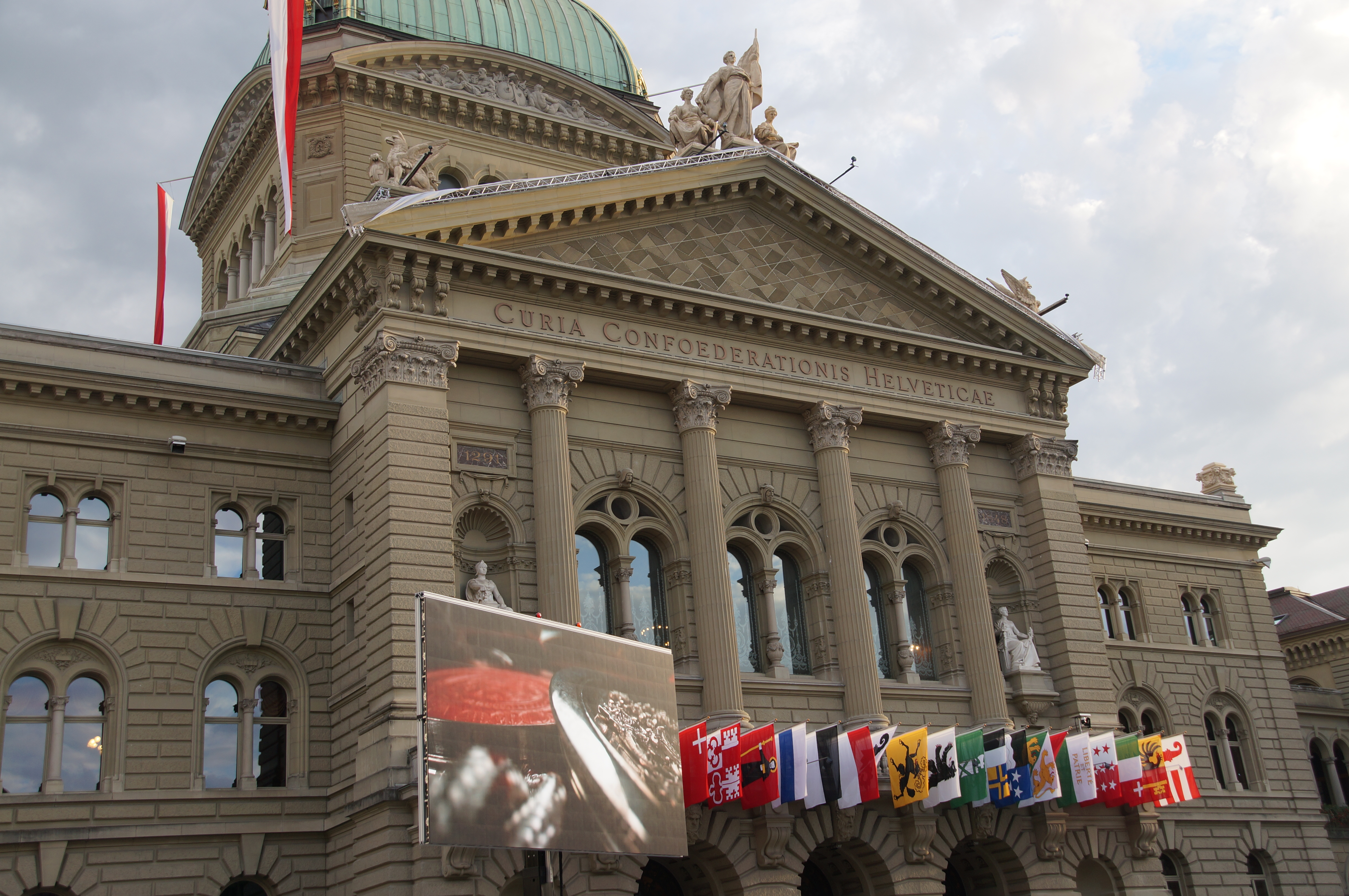
Das Kunstwerk «Tilo» im Giebel des Bundeshauses in Bern

- 1997: Aargauer Kunsthaus, Aarau (CH)
- 1997: Swiss Institute New York (USA)
- 1999: Kunsthalle Basel (CH)
- 2003: Museum Folkwang, Essen (D)
- 2008: Kunstmuseum Thun (CH)
- 2011: Centre d’art contemporain d’Ivry – Le Crédac (F)
- 2013: Frac Bretagne – Fonds Régional d’Art Contemporain (F)
- 2015: Kunstverein München (D)Die Installation «und Hanna und Sara» im Hof des Jüdischen Museums der Schweiz in Basel
- 2019: Museum Langmatt, Baden (CH)

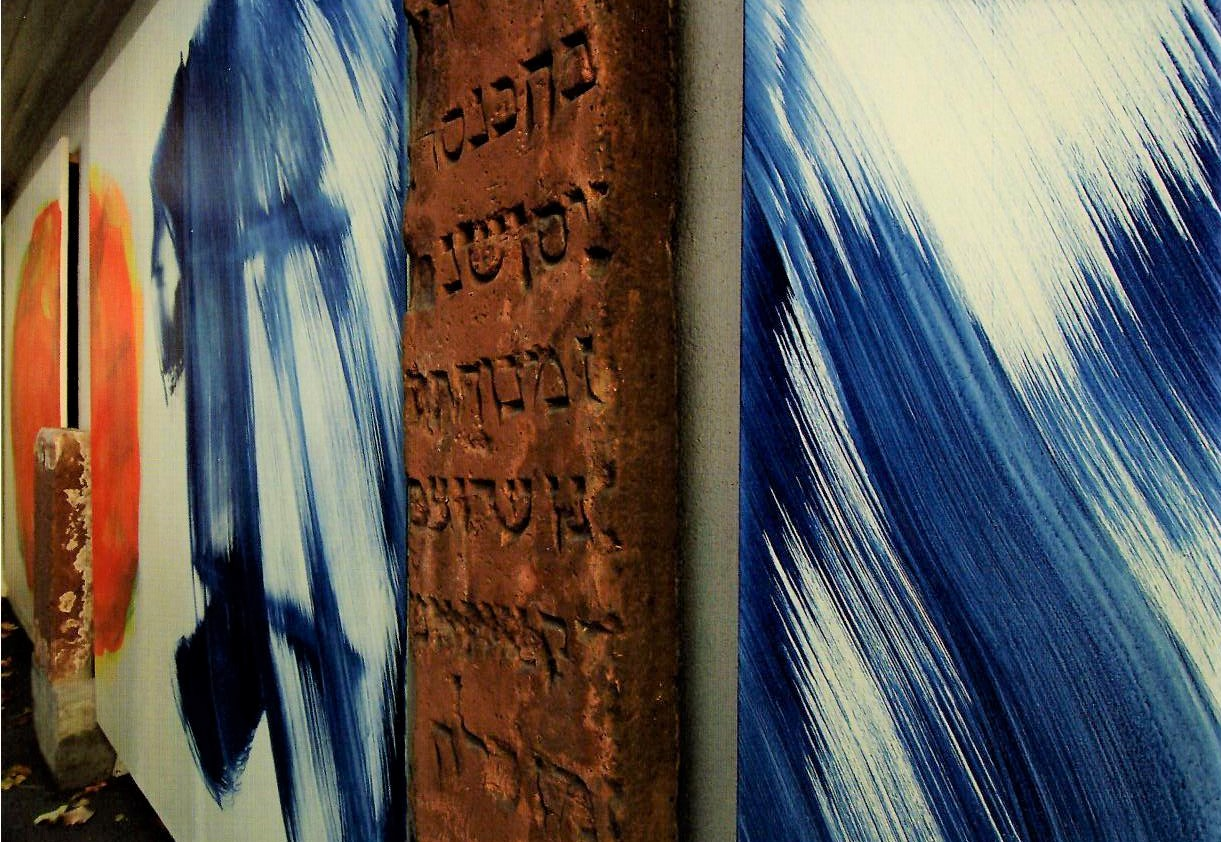
Die Installation «und Hanna und Sara» im Hof des Jüdischen Museums der Schweiz in Basel

- 2019: Musée d’Art Contemporain de Lyon, 15ème Biennale de Lyon (F)
- 2021: Musée d’Art, Histoire et Archéologie d’Évreux (F)

## Auszeichnungen
- 1996: Manor Kunstpreis Aarau
- 1997: Preis der Stiftung Vordemberge-Gildewart
- 2002: Prix Meret Oppenheim
- 2019: Prix Arts Visuels Société des arts de Genève

## Publikationen (Auswahl)
- kill me afterwards, mit Texten von Christian Bernard, Jacqueline Burckhardt, Ursula Sinnreich, Necmi Sönmez und Markus Stegmann Museum Folkwang Essen, Verlag für moderne Kunst Nürnberg 2003, ISBN 3-936711-10-0
- Works 2004/06, mit Texten von Jean-Marc Huitorel und Denys Zacharopoulos, Editions le Quartier Quimper 2007, ISBN 2-908939-47-9
- Levi, Kunstmuseum Thun, mit Texten von Dominique Abensour, Helen Hirsch, Lyle Rexer und Philip Ursprung, Binding Sélection d’Artistes, Christoph Merian Verlag Basel 2008, ISBN 978-3-85616-401-0
- Renée Levi: Tohu Bohu, 200 dessins 1:3, mit einem Text von Marion Daniel. Edition Frac Bretagne 2014, ISBN 978-2-906127-45-6
- Renée Levi, mit Texten von Karine Tissot, Markus Stegmann und Christina Végh. Edition Hatje Cantz 2019, ISBN 978-3-7757-4584-0
- Renée Levi, mit Texten von Claire le Restif, Hugo Vitrani und Florence Calame Levent. Edition Musée d’Art, Histoire et Archéologie d’Evreux 2021, ISBN 979-10-90862-06-7

## Werke in Kunstsammlungen (Auswahl)
Schweiz: Aargauer Kunsthaus Aarau; Öffentliche Kunstsammlung Basel; Musée d’art moderne et contemporain MAMCO Genf; Museum Allerheiligen, Schaffhausen, Kantone Basel-Stadt, Luzern, Zürich; Bundeskunstsammlung D; Bank UBS Basel; Bank Crédit Suisse, Zürich;
Frankreich: Collection FNAC Poitue; Collection Musée de l’Art Concret Mouans-Sartoux F; Collection Musée de Beaux-Art Lyon; Collection Istanbul Modern, Museum of Modern Art, Istanbul